# 马武乡
马武乡，是中华人民共和国西藏自治区昌都市边坝县下辖的一个乡镇级行政单位。

## 行政区划
马武乡下辖以下地区：
粗卡娘村、贡龙村、达如村、马武村、查日村和拉加村。